# De Stalen 10
De Stalen 10 was een Belgisch radioprogramma dat zich richtte op hardrock- en metalmuziek en werd uitgezonden op de Vlaamse openbare radiozender BRT2,  Omroep Oost-Vlaanderen. Het programma werd uitgezonden van 1983 tot 1987 en verwierf cultstatus door zijn focus op een breed scala aan rock- en metalgenres, van gepolijste AOR (Album-Oriented Rock) tot de rauwe energie van crossover thrash . De Stalen 10 was een pionier in het geven van aandacht aan underground muziek en bands die destijds weinig tot geen mainstream exposure kregen in België.

## Geschiedenis
De Stalen 10 werd gelanceerd in 1983 en gepresenteerd door Luc Craeye, Het programma ontstond in de marge van het populaire radioprogramma Vrijaf, gepresenteerd door Gust De Coster. De Stalen 10 kreeg zijn eigen tijdslot en werd elke laatste woensdag van de maand uitgezonden van 16:00 tot 17:00 uur op de regionale Omroep Oost-Vlaanderen van BRT2 radio.
In een tijd waarin metal en hardrock vaak niet werden gedraaid op de reguliere radio, bood De Stalen 10 een belangrijk platform voor deze genres, die toen nog niet het grote publiek hadden bereikt. De naam van het programma verwees naar de "stalen" (harde) muziek die centraal stond in de uitzendingen, en de tien meest belangwekkende albums van dat moment.
De Stalen 10 werd in 1987 stopgezet, na vier jaar uitzending. De beslissing om het programma te beëindigen kwam mede door veranderingen in de programmatie van BRT2. Ondanks het relatief korte bestaan, was  De Stalen 10 een mijlpaal in de Belgische hardock- en metalscene.

## Formaat en kenmerken
Het programma richtte zich op een breed scala aan rock- en metalgenres, van gepolijste AOR tot crossover thrash metal. Dit gevarieerde aanbod maakte het programma aantrekkelijk voor verschillende doelgroepen, van fans van de meer melodieuze rock van bands als Bon Jovi en Europe, tot liefhebbers van de rauwe energie van Metallica, Slayer en andere thrash metal-groepen.
Een van onderdelen van het programma was de rubriek Gastenboek, waarin internationale rock- en metalartiesten een persoonlijke boodschap achter lieten voor hun Belgische fans.  Andere onderdelen waren de Concertagenda, waarin de belangrijkste aankomende hardrock- en metalconcerten werden aangekondigd, en de hilarische jingles, ingesproken door de Belgische radio- en televisiepresentator Marcel Vanthilt. 

## Invloed en erfenis
De Stalen 10 speelde een cruciale rol in het promoten van metal- en hardrockmuziek in België. Het was een van de weinige programma’s die zich volledig richtte op zware muziek en bood bands uit zowel de Belgische als de internationale scene een platform. Door bands zoals Metallica, Slayer en Anthrax te draaien, droeg het programma bij aan de popularisering van thrash metal en andere harde muziekgenres in België.
Daarnaast was De Stalen 10 een belangrijke steun voor opkomende Belgische metalbands. Het programma zorgde ervoor dat deze groepen meer bekendheid kregen en leidde tot de groei van de Belgische metalscene in de jaren '80 en '90.